# 大阪体育大学女子ハンドボール部
大阪体育大学女子ハンドボール部（おおさかたいいくだいがく じょしハンドボールぶ）は、関西学生ハンドボール連盟に所属する大阪体育大学の女子ハンドボール部。

## 歴史
1966年に創部。
2011年は田邉夕貴、河田知美らの活躍で全日本学生ハンドボール選手権大会（インカレ）初優勝を果たした。全日本総合ハンドボール選手権大会では1回戦のHC名古屋を29対20で破ったが、準々決勝でソニーセミコンダクタに17対22で敗れた。
2013年は2年ぶりにインカレ優勝を果たし、日本選手権へ出場。1回戦ではHC名古屋に28対11で勝利したが、準々決勝で北國銀行に19対28で敗れた。
2014年はインカレ決勝で大阪教育大学に28対13で勝利し、2連覇を達成。日本選手権では1回戦の飛騨高山ブラックブルズ岐阜に勝利したものの、広島メイプルレッズとの準々決勝で敗退。
2015年はインカレ3連覇を達成。日本選手権では2回戦からの参加となったが、三重バイオレットアイリスに17対19で敗れた。
2016年のインカレ決勝では2年連続で東京女子体育大学と対戦。27対17で勝利し、4連覇を達成した。前年同様2回戦からの参加となった日本選手権は、北國銀行に14対32で敗れた。
2017年はインカレ決勝で大阪教育大学と対戦し、23対18で勝利。1997年・東京女子体育大学以来の5連覇を達成した。日本選手権では2回戦のHC名古屋を25対16で破ったが、準々決勝でオムロンに22対23で惜敗。

## 獲得タイトル
- 全日本学生ハンドボール選手権大会：9回 (2011年・2013年・2014年・2015年・2016年・2017年・2018年・2019年・2021年)

## 主な出身選手
- 寺田三友紀 (2009年卒) - 北國銀行
- 田邉夕貴 (2012年卒) - 北國銀行
- 河田知美 (2013年卒) - 北國銀行
- 角南唯 (2014年卒) - ニュークビン・ファルスター (デンマーク)
- 村田貴世 (2014年卒) - 元・広島メイプルレッズ
- 大山真奈 (2015年卒) - 北國銀行
- 河嶋英里 (2015年卒) - 三重バイオレットアイリス
- 角南果帆 (2015年卒) - ソニーセミコンダクタマニュファクチャリング
- 横嶋遥 (2016年卒) - 北國銀行
- 秋山なつみ (2017年卒) - 北國銀行
- 佐々木春乃 (2017年卒) - 北國銀行
- 松本ひかる (2017年卒) - 北國銀行
- 森優稀 (2017年卒) - 大阪ラヴィッツ
- 北原佑美 (2018年卒) - ソニーセミコンダクタマニュファクチャリング
- 木村有沙 (2018年卒) - イズミメイプルレッズ
- 近藤万春 (2018年卒) - イズミメイプルレッズ
- 佐原奈生子 (2018年卒) - 北國銀行
- 谷華花 (2018年卒) - ソニーセミコンダクタマニュファクチャリング
- 徳永千紘 (2018年卒) - HC名古屋
- 馬場敦子 (2018年卒) - 北國銀行
- 岸本栞奈 (2019年卒) - ソニーセミコンダクタマニュファクチャリング
- 犀藤菜穂 (2019年卒) - 北國銀行
- 中西麻由香 (2019年卒) - イズミメイプルレッズ
- 服部沙紀 (2019年卒) - ソニーセミコンダクタマニュファクチャリング
- 榎和奏 (2020年卒) - 三重バイオレットアイリス
- 秋山静香(2020年卒) - イズミメイプルレッズ
- 松倉みのり(2020年卒) - 北國銀行
- 吉岡紗耶(2020年卒) - HC名古屋